# Mikołaj Łaściszewski (zm. 1716)
Mikołaj Łaściszewski herbu Ślepowron (zm. 23 lipca 1716 w Sandomierzu) – konsyliarz konfederacji tarnogrodzkiej.

## Życiorys
Był synem Macieja Łaściszewskiego (zm. 1715), kasztelana sochaczewskiego i Zofii Pakosławskiej (lub Pękosławskiej) z Pakosławia. Jego żoną była Katarzyna z Mokronosa, z którą miał córkę Barbarę, żonę Augusta Niemirycza herbu Klamry, kasztelana połanieckiego.
4 grudnia 1715 został wyznaczony konsyliarzem przy marszałku konfederackim Stanisławie Ledóchowskim. W lipcu 1716 łamiąc zawieszenie broni porwał kilka koni, należących do regimentu wojsk saskich generała majora Henryka Fryderyka Friesena. Obradujący w Opatowie sejmik nakazał 20 lipca 1716 Łaściszewskiemu zwrot koni jako zabranych bez wiedzy i woli województwa sandomierskiego.
Sasi porwali go jednak podstępem do Sandomierza, gdzie za naruszenie rozejmu, z rozkazu Friesena został powieszony. Egzekucję musiano powtarzać, ponieważ za pierwszym razem urwał się stryczek. 
Sprawa ta spowodowała wielkie wzburzenie rzesz szlacheckich, które uznały ją za jeszcze jeden przejaw samowoli wojsk saskich. W obliczu jawnego złamania prawa, ponieważ zgodnie z umową w czasie rozejmu sprawy takie mogły rozpatrywać jedynie mieszane sądy polsko-saskie. Król August II Mocny polecił Jakubowi Henrykowi Flemmingowi rozpoczęcie śledztwa w sprawie Friesena. Generał saski został aresztowany, a 23 stycznia 1717 ogłoszono dekret skazujący. Ostatecznie sprawę pozostawiono do osobistego rozstrzygnięcia pomiędzy rodziną Łaściszewskiego i Friesenem.